# Tjibbe Veldkamp
Tjibbe Veldkamp (19 oktober 1962 te Groningen) is een Nederlandse kinderboekenschrijver.

## Biografie
Veldkamp studeerde psychologie in Groningen. Hij werd wetenschapper. In 1988 gaf iemand hem de suggestie om eens kinderboeken te gaan schrijven. Na het lezen van Het marsepeinen varkentje van Russell Hoban wist hij dat hij ook zoiets wilde maken. In 1990 begon hij hier serieus mee en in 1992 verscheen zijn eerste boek, Een ober van niks. Dit prentenboek maakte hij in samenwerking van illustrator Philip Hopman, met wie hij daarna nog meerdere boeken zou maken. 

## Persoonlijk
Veldkamp woont in Groningen.

## Werk
De meeste boeken van Veldkamp zijn prentenboeken. Hij werkt vaak samen met Philip Hopman, Kees de Boer en Wouter Tulp. De hoofdpersonen in zijn prentenboeken zijn in het algemeen jongetjes of dieren die spannende avonturen beleven of ondeugend zijn. De volwassenen, als die voorkomen, zijn niet zo slim of zijn boeven. In zijn boeken voor jongeren zijn de hoofdpersonen ook vaak jongens, de jongens zijn meestal net een beetje anders dan de rest. De boeken gaan onder andere over vriendschap, verliefdheid, zwangerschap en dood.
Van 1993 tot 2000 werkte Veldkamp voor Disneytijdschriften, waar hij schreef voor de Donald Duck en Disneyland. Sinds 2001 is hij fulltime schrijver en vertaler.
In oktober 2010 maakte de Bond tegen het vloeken zich boos om het taalgebruik in het kinderboek Tiffany Dop uit 2009. In een reactie van Veldkamp stelde deze dat "het meisje dat opgroeit in een asociaal milieu dergelijk grof taalgebruik bezigt". Voor 2011 schreef Veldkamp het Kinderboekenweekgeschenk.

## Verfilmingen
In 2001 zond de VPRO de avonturen van Wilbur en Otje uit. Het Woeste Woud maakt in 2005 van het boek Tim op de tegels een animatiefilmpje voor de televisie.

## Prijzen en nominaties

### Prijzen
| Jaar | Boek                              | Prijs                       | Categorie |
| ---- | --------------------------------- | --------------------------- | --- |
| 1992 | Bundel korte verhalen             | Hendrik de Vries Stipendium | Aanmoedigingsprijs voor jonge schrijvers                                                                        |
| 1993 | Een ober van niks                 | Pluim van de maand          | Illustrator Philip Hopman                                                                                       |
| 1998 | 22 wezen                          | Pluim van de maand          | |
| 1998 | 22 wezen                          | Zilveren Penseel            | Voor illustrator Philip Hopman                                                                                  |
| 2001 | Het schoolreisje                  | Pluim van de maand          | |
| 2002 | De lievelingstrui                 | Zilveren Griffel            | Vlag en Wimpel                                                                                                  |
| 2005 | Tim op de tegels                  | Pluim van de maand          | |
| 2005 | Tim op de tegels                  | Kinderboekwinkelprijs       | Beste kinderboek volgens de boekhandel                                                                          |
| 2007 | SMS                               | Zilveren Griffel            | Vlag en Wimpel                                                                                                  |
| 2009 | Agent en boef                     | Zilveren Griffel            | Beste geïllustreerde boek                                                                                       |
| 2016 | Kom uit die kraan!!               | Zilveren Griffel            | Beste kinderboek tot zes jaar.                                                                                  |
| 2018 | Handje?                           | Zilveren Griffel            | Beste kinderboek tot zes jaar.                                                                                  |
| 2020 | De fantastische vliegwedstrijd    | Sardes-Leespluim            | Best kinderboek van de maand juli. Illustraties: Sebastiaan van Doninck                                         |
| 2021 | Maar eerst ving ik een monster    | Zilveren Griffel            | Beste kinderboek tot zes jaar. Illustraties: Kees de Boer                                                       |
| 2022 | Maar eerst ving ik een monster    | Prentenboek van het jaar    | Kinderen tot zes jaar Illustraties: Kees de Boer                                                                |
| 2023 | De jongen die van de wereld hield | Nienke van Hichtum-prijs    | Tweejaarlijkse literatuurprijs voor uitzonderlijke jeugdboeken voor dertienplussers. Illustraties: Mark Janssen |
| 2024 | De jongen die van de wereld hield | Woutertje Pieterse Prijs    | Samen met illustrator waarvan we de naam niet weten                                                             |
| 2024 | De jongen die van de wereld hield | Zilveren griffel            | Samen met illustrator waarvan we de naam niet weten                                                             |

### Nominaties
2021 - Woutertje Pieterse Prijs. Nominatie voor De fantastische vliegwedstrijd, samen met illustrator Sebastiaan Van Doninck

### Boeken
- De jongen die van de wereld hield (2023, Querido) Illustrator Mark Janssen
- Maar eerst ving ik een monster (2021, Lemniscaat) Illustrator Kees de Boer
- Vuilnisvarkens Job en Bob, (2020, Gottmer) Illustrator Noëlle Smit won voor dit boek een Zilveren Penseel in 2021
- De fantastische vliegwedstrijd (2020, Querido) Illustrator Sebastiaan Van Doninck
- Katvis (2018, Querido)
- Handje? (2017, De Fontein) Illustrator Wouter Tulp
- De lekker lange agent (2016, Gottmer)
- Agent en Boef en de gladde grapjes (2016, Lannoo)
- De knopjeswinkel (2015, Rubinstein) (Gouden Boekje)
- Apenkolder (2015, Lannoo)
- Verboden sneeuwballen te gooien (2015, Lannoo)
- Kom uit die kraan! (2015, Lemniscaat) Illustrator Alice Hoogstad
- Agent en Boef en het boefvangfeest (2014, Lannoo)
- Bert en Bart redden de wereld (2013, Lemniscaat)
- Agent en Boef en de fopmoppen (2013, Lannoo)
- Agent en Boef Het grote verzamelboek (2013, Lannoo)
- Kapitein Onderbroek (vertaler. 2012, De Fontein)
- Bedtijd voor Boef (2012, Lannoo)
- Bert en Bart en de zoen van de zombie (2012, Lemniscaat)
- De fabriek (2011, MatchBoox)
- Bert en Bart redden de wereld (2011, CPNB) (Kinderboekenweekgeschenk)
- Agent en Boef en de Boefagent (2011, Lannoo)
- De Verkipping (2010, Lannoo)
- De prins en de puinhoop (2010, De Fontein)
- Agent en Boef en de tekenstreken (2009, Lannoo)
- SMS (2009, Lemniscaat)
- De coole cowboy (2009, Van Goor)
- Tiffany Dop (2009, Lemniscaat)
- Wout wil niet (2008, Gottmer)
- Piratenpieten (2008, Van Goor)
- Agent en Boef (2008, Lannoo) Illustrator Kees de Boer
- Hotze de boskabouter (2008, Gottmer)
- Zop van Nop (2007, Zwijsen)
- Pik in, zei de rat (2007, Gottmer)
- Na-apers! (2006, Lannoo)
- Ips ei (2006, Zwijsen)
- Boef in de schoen (2006, Zwijsen)
- Het papegaaienplan (2006, Lannoo)
- Kleine Aaps Grote Plascircus (2005, Lannoo)
- Piet en de piraten (2005, Blue in Green)
- Hier ben ik! (2004, ILCO productions)
- Jim en de Joes (2005, Zwijsen)
- Opscheppers (2004, Van Goor)
- Tim op de tegels (2004, Van Goor) Illustrator Kees de Boer
- Pieperds! (2003, Van Goor)
- De lachaanval (2002, Van Goor)
- De lievelingstrui (2001, Lemniscaat)
- Het schoolreisje (2000, Lemniscaat)
- 22 wezen (1998, Lemniscaat) Illustrator Philip Hopman
- De bezwering (1998, Querido)
- Wilbur en Otje en het kleine donker (1997, Ploegsma)
- Wilbur en Otje (1997, Ploegsma)
- Temmer Tom (1995, Ploegsma)
- Een ober van niks (1991, Ploegsma) Philip Hopman

### Artikelen
- Artikelen in De leeskraam en Lezen (2009)
- Wilbur en Otje (Bobo, 1995)
- Het gehuilde boek (Donald Duck, 1991)

- Bibsys: 6093908
- Bibliothèque nationale de France: cb14421399s (data)
- Catàleg d'autoritats de noms i títols de Catalunya: 981058523189906706
- Digitale Bibliotheek voor de Nederlandse Letteren: veld155
- Gemeinsame Normdatei: 143749773
- International Standard Name Identifier: 0000 0000 4739 911X
- Library of Congress Control Number: n99257666
- Nederlandse Thesaurus van Auteursnamen: 101008414
- Système universitaire de documentation: 194234010
- Virtual International Authority File: 69670275
- WorldCat: E39PBJyMgh3X8gcpGk67DmXfMP